# جوليانو بيسون
جوليانو بيسون (بالإيطالية: Giuliano Besson)‏ هو متزحلق جبال الألب إيطالي، ولد في 1950 في ساوزي دي أولكس في إيطاليا.

## وصلات خارجية
- جوليانو بيسون على موقع الاتحاد الدولي للتزلج (التزلج على المنحدرات الثلجية) (الإنجليزية)
- جوليانو بيسون على موقع أوليمبيديا (الإنجليزية)